# Refuge faunique national de Sheldon
Pour les articles homonymes, voir Sheldon.
Le refuge faunique national de Sheldon est un National Wildlife Refuge de 2 320 km2 situé à la frontière nord de l'État américain du Nevada. Une très petite partie s'étend au nord jusqu'en Oregon. Il est géré par le United States Fish and Wildlife Service comme une composante au Nevada du Sheldon-Hart Mountain National Wildlife Refuge Complex, dont le siège est à Lakeview, dans l'Oregon. Le refuge Sheldon était connu pour sa population de chevaux sauvages, désormais tous déplacés.

## Histoire
En 1931, le refuge a été créé par décret exécutif pour atteindre trois objectifs : tout d'abord, le refuge devait fournir un habitat à l'antilope d'Amérique, un animal dont la population était en déclin au début des années 1900. Deuxièmement, des efforts de conservation ont été déployés pour protéger les poissons, la faune et les plantes indigènes. Le refuge comprend également le district minier d'opale de Virgin Valley, qui bénéficie de droits miniers acquis. Enfin, le refuge devait servir de sanctuaire inviolable pour les oiseaux migrateurs.

## Description
Les défenseurs de Sheldon le caractérisent comme l'un des rares écosystèmes de steppe à armoise intacts du Grand Bassin, abritant une variété d'animaux sauvages endémiques à cet environnement unique.
Le refuge faunique national de Sheldon occupe une zone aride de terrain volcanique. L'altitude varie de 1 250 m à 2 194 m au-dessus du niveau de la mer. Des sources chaudes géothermiques fournissent de l'eau à une piscine et à une douche dans le camping.

### Flore et faune
La flore dominante est constituée d'espèces résistantes à la sécheresse telles que l'armoise, le genévrier, l'acajou des montagnes, l'amère et le tremble.
Dans ce paysage hostile vit de nombreux animaux. Les poissons du désert, le tétras des armoises, les oiseaux migrateurs, le cerf mulet et le lapin pygmée y résident tous, l'antilope d'Amérique, le mammifère terrestre le plus rapide d'Amérique du Nord, étant le plus connu et comptant environ 3 500 individus. On y trouve également de grands troupeaux de cerfs mulets et une petite population de mouflons d'Amérique.
Le mouflon d'Amérique n'est pas strictement originaire du refuge Sheldon, ayant été évincé pendant la période de la frontière et réintroduit vers 1930. L'antilope d'Amérique a joué un rôle clé dans l'histoire du refuge, puisqu'environ 94 % de la superficie actuelle des terres protégées a été initialement réservée à la Charles Sheldon Antelope Range en 1936. Le refuge abrite l’Alvord chub (Siphateles alvordensis), une espèce de poissons de la famille des Cyprinidae, endémique à répartition géographique limitée.
Autrefois, la réserve faunique abritait des mustangs, des chevaux sauvages, mais en 2014, ceux-ci avaient tous été retirés (voir ci-dessous).

### Minéraux
Les mineurs d'opale sont actifs dans la vallée depuis 1906. Le refuge abrite le très actif et populaire district minier d'opale de Virgin Valley, dont les droits miniers ont été acquis avec la création du sanctuaire. Les chercheurs de pierres recherchent des opales précieuses, des agates, du bois pétrifié, de la cornaline, de l'obsidienne, de la rhyolite, du jaspe, de l'opale hyalite et du psilomélane, entre autres pierres semi-précieuses.

## Controverse sur les chevaux sauvages

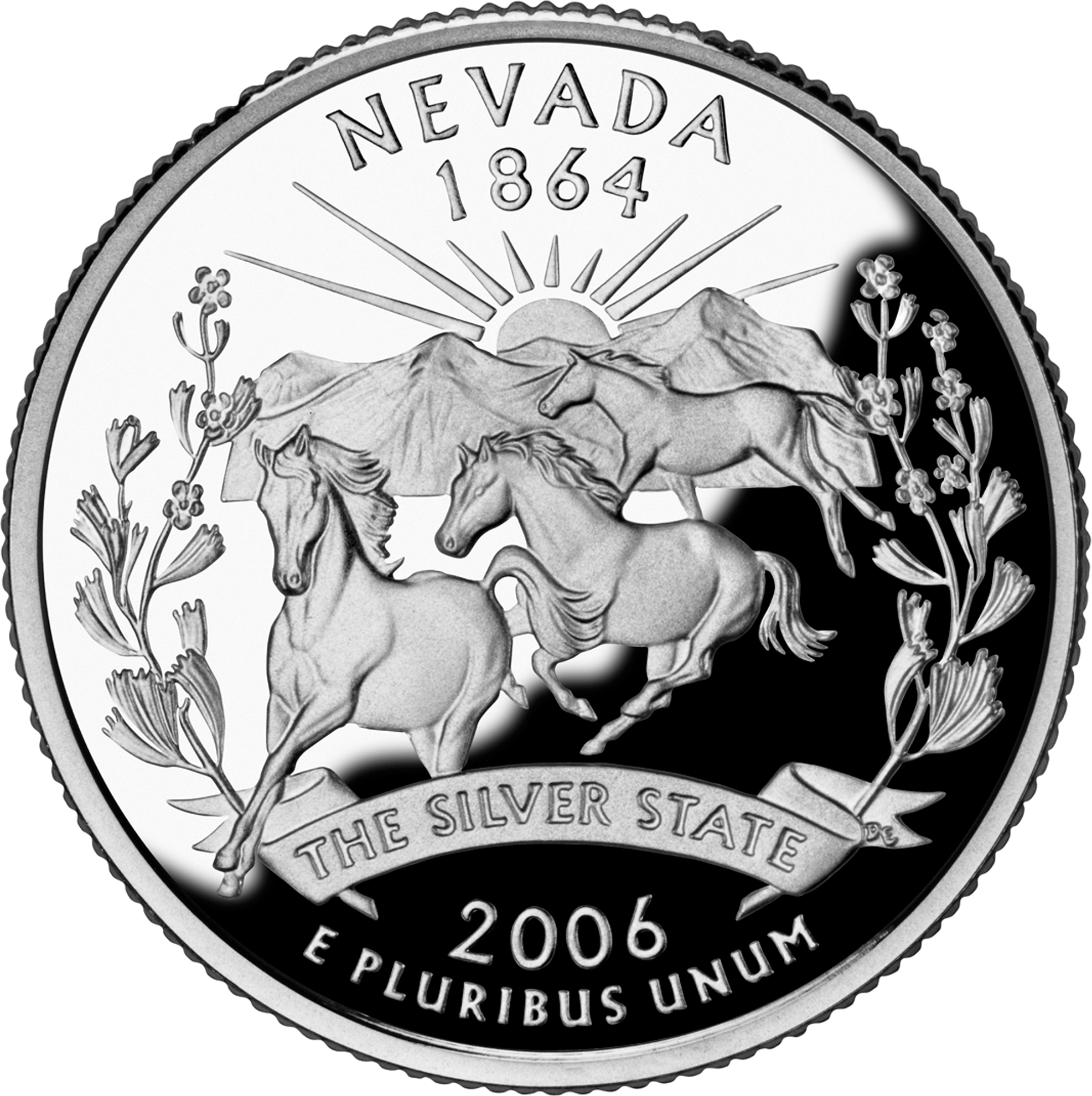
Le Mustang du Nevada figure sur la pièce d'un quarter de dollar américain de l'État.

La population de chevaux Sheldon était issue des descendants des chevaux utilisés par l'armée américaine. Harry Wilson était l'un des éleveurs qui vendaient des chevaux à la cavalerie américaine. Lorsque les Wilson possédaient le ranch Virgin Valley, ils travaillaient avec l'armée, qui leur fournissait des étalons pur-sang qui étaient élevés avec les étalons des Wilson.
En raison de l'impact négatif des chevaux et des ânes sur les zones riveraines et de la pression qui en résulte sur la faune indigène, les responsables du Sheldon NWR ont annoncé la décision de retirer tous les chevaux du refuge d'ici 2014 et ils ont tous été déplacés ailleurs.